# Amplicephalus quadrinotata
Amplicephalus quadrinotata är en insektsart som beskrevs av Delong 1984. Amplicephalus quadrinotata ingår i släktet Amplicephalus och familjen dvärgstritar. Inga underarter finns listade i Catalogue of Life.